# Heuwehr-Gebläsegerät
Das Heuwehr-Gebläsegerät (oder auch: Heuwehr-Gebläseabkühlgerät) kommt zum Einsatz, wenn die Gefahr einer Selbstentzündung von Heu besteht.
Im Vorfeld wird mit einer Heusonde an mehreren Stellen des Heustocks die Temperatur im Inneren gemessen.
- Bei Temperaturen bis 50 °C besteht keine Gefahr; hier verläuft normale Gärung.
- Bei Temperaturen von 50 °C bis 60 °C sollte wiederholt gemessen werden, die Temperatur könnte schnell ansteigen.
- Bei Temperaturen von 70 °C oder mehr besteht akute Brandgefahr. Nun kommt das Heuwehr-Gebläsekühlgerät zum Einsatz: Zuerst wird die Lage des Hitzeherdes ermittelt (Messsonde). Dann werden sechs Rohrsonden, deren Enden mit Löchern versehen sind in das Innere des Heustocks geschoben. Bei einer besonders starken Erhitzung kann nun in kleinen Mengen Wasser aus Behältern in das Innere gegeben werden. Das Gebläse saugt nun die heiße Luft, die Gase und den entstandenen Wasserdampf nach außen ab. Dieser Vorgang der Entlüftung dauert mehrere Stunden. Wenn die Temperatur auf weniger als 50 °C gesunken ist, wird das Gebläsegerät auf „Belüften“ gestellt, und so die von außen angesaugte Frischluft zur weiteren Kühlung in das Innere des Heustocks geblasen. Dies geschieht solange, bis Temperaturen von ca. 25 °C erreicht sind. Aber auch danach muss der Heustock noch einige Zeit beobachtet werden. Während des gesamten Einsatzes muss die Löschwasserversorgung hergestellt sein (Wasser am Rohr).